# Magdalena Jaltepec
Magdalena Jaltepec là một đô thị thuộc bang Oaxaca, México. Năm 2005, dân số của đô thị này là 3463 người.